# Buckhorn Baths Motel
Le Buckhorn Baths Motel est un ancien motel américain à Mesa, dans le comté de Maricopa, en Arizona. Construit dans le style Pueblo Revival, il est inscrit au Registre national des lieux historiques depuis le 10 mai 2005.